# Ширина смуги пропускання

Смуга пропускання

Смуга пропускання частот (англ. Bandwidth) — діапазон частот, у межах якого частотна компонента сигналу передається без суттєвого затухання, або амплітудно-частотна характеристика (АЧХ) акустичного, радіотехнічного або оптичного пристрою є досить рівномірною для того, щоб забезпечити передачу сигналу без суттєвого викривлення його форми.
На практиці затухання вищих частот відбувається плавно, тому зазвичай ширину смуги пропускання вказують від 0, до частоти гармоніки сигналу, потужність якої на стороні приймача знижена вдвічі.

## Основні параметри смуги пропускання
Основні параметри, що характеризують смугу пропускання — ширина смуги і нерівномірність АЧХ в межах цього діапазону.
Ширину смуги зазвичай визначають як різницю верхньої та нижньої граничних частот ділянки АЧХ, на якому амплітуда коливань становить не менше 0,707, нерівномірність АЧХ — у відносних одиницях або в децибелах. Вимоги до смуги пропускання різних пристроїв визначаються їх призначенням (наприклад, для телефонного зв'язку потрібна смуга пропускання 300-3400 Гц, для високоякісного відтворення музичних творів 30-16000 Гц, а для телевізійного мовлення — шириною до 8 МГц). Розширення смуги пропускання дозволяє передати більшу кількість інформації, а ослаблення нерівномірності АЧХ у смузі пропускання покращує відтворення форми переданого сигналу. Іноді смугу пропускання визначають також за фазочастотною характеристикою.

## Зноски
1. 1 2  Tannenbaum, 2011, с. 91.